# Therinia
Therinia este un gen de molii din familia Saturniidae. 

## Specii
- Therinia amphira Druce, 1890
- Therinia buckleyi Druce, 1890
- Therinia celata Jordan, 1924
- Therinia diffissa Jordan, 1924
- Therinia geometraria (Felder, 1862)
- Therinia lactucina (Cramer, 1780)
- Therinia paulina Jordan, 1924
- Therinia podaliriaria (Westwood, 1841)
- Therinia spinicauda Jordan, 1924
- Therinia stricturaria (Hübner, 1825)
- Therinia terminalis Jordan, 1924
- Therinia transversaria Druce, 1887